# Janusz Kierzkowski
Janusz Kazimierz Kierzkowski (26 febbraio 1947 – Breslavia, 19 agosto 2011) è stato un pistard polacco.

## Palmarès

### Olimpiadi
- 1 medaglia:
  - 1 bronzo (Città del Messico 1968 nel cronometro 1000 metri)